# المفتش الطاهر يسجل الهدف
المفتش الطاهر يسجل الهدف وهو فيلم جزائري أخرجه قدور إبراهيم زكريا عام 1975 في وهران.

## حول الفيلم
قضية بسيطة لحادث مرور في مدينة وهران تتحول إلى تحقيق جنائي حقيقي بقيادة المفتش الطاهر وصديقه المعين (لبرانتي).

## البطاقة التقنية
- إخراج : قدور إبراهيم زكريا
- مساعدا الإخراج :حافظ بن صالح، مصطفى بن حراث
- سيناريو :
  - تأليف : شريف شعواطي
  - تعديل : حاج عبد الرحمن
  - تكييف تلفزيون : قدور إبراهيم زكريا وحافظ بن صالح
- مدير التصوير : أحمد سجّان
- ديكور : جيلالي موفن
- تركيب : حافظ بن صالح
- الموسيقى الأصلية :
- كاتب : نور الدين بن عمر
- اللغة : العربية
- مدة : 117 دقيقة

## أدوار الممثلين
- حاج عبد الرحمان : المفتش الطاهر
- يحيى بن مبروك : المعين
- سيراط بومدين : عمر
- زبيدة بن باهي : مليكة
- أحمد معمري : حكم المباراة